# Opogona trophis
Opogona trophis är en fjärilsart som beskrevs av Edward Meyrick 1913. Opogona trophis ingår i släktet Opogona och familjen äkta malar. Inga underarter finns listade i Catalogue of Life.